# Dreifaltigkeitsberg (Rimbach)
Der Dreifaltigkeitsberg ist ein Weiler in der Gemarkung Rimbach in der Gemeinde Moosthenning, einer ländlich geprägten Kommune im Landkreis Dingolfing-Landau in Niederbayern.

## Geographie
Der Name Dreifaltigkeitsberg bezeichnet die Lage der Ortschaft auf einer 473 Meter hohen Erhebung im bewaldeten Donau-Isar-Hügelland zwischen Isar- und Aiterachtal, die historisch eine bedeutende Wegmarke auf der alten Straße von Straubing nach Landshut (heute Staatsstraße 2141) war.
Der Dreifaltigkeitsberg, genauer gesagt der Mittelpunkt des Kirchturms, war einer der ursprünglichen Hauptdreiecksnetzpunkte der Landesvermessung von 1801 mit der Bezeichnung Dreifaltigkeit. Erst im Jahr 1937 wurde ein 485 Meter hoher Ersatzpunkt mit der Bezeichnung Mühlhausen, Vogelsang etwa 2,1 Kilometer nordwestlich des Kirchturms gewählt.

## Geschichte
450 Meter nordwestlich des Ortszentrums (Kirche) befindet sich ein Grabhügel aus der Bronzezeit.
Im Hochmittelalter wird Weinbau auf dem Dreifaltigkeitsberg erwähnt, der 1143 bis 1146 dem Stift Rohr gehörte und 1320/32 St. Paul in Regensburg übereignet wurde: in monte vineam unam und in planicie montis vineam unam.
Nach der statistischen Aufstellung von Joseph von Hazzi über das Herzogthum Baiern von 1808 gehörte die Ortschaft Heil.Dreifaltigkeits-Berg mit 4 Häusern und ebenso vielen Herdstellen zur Obmannschaft Rimbach. Die Ortschaft wird darin folgendermaßen beschrieben:

„Hierunter das Wirtshaus, die Klauſe, ein Wachs- und ein Lebzelterkrämer und eine zur Hofmark Herrmannsdorf Gerichts Rottenburg gehöriges Leerhaus begriffen. Dabei eine Wallfahrtskirch.“

Zum Stichtag der letzten Volkszählung am 25. Mai 1987 wurden in dem Weiler 8 Einwohner in drei Gebäuden mit Wohnraum und ebenso vielen Wohnungen nachgewiesen. Der Weiler befindet sich östlich der Staatsstraße 2141 direkt an der Grenze zur Gemeinde Weng (Landkreis Landshut). Ein weiteres Wohngebäude (Bauernhof, früher zwei Höfe) gehört bereits zu letzterer Gemeinde und bilden darin die Einöde Dreifaltigkeitsberg (Weng), die jedoch wesentlich jünger ist. Hier wurden anlässlich der Volkszählung 1987 sechs Einwohner nachgewiesen. Für den Gesamtort, der sich über zwei Gemeinden in zwei Landkreisen erstreckt, ergäbe das 14 Einwohner in fünf Gebäuden mit Wohnraum.

## Gebäude

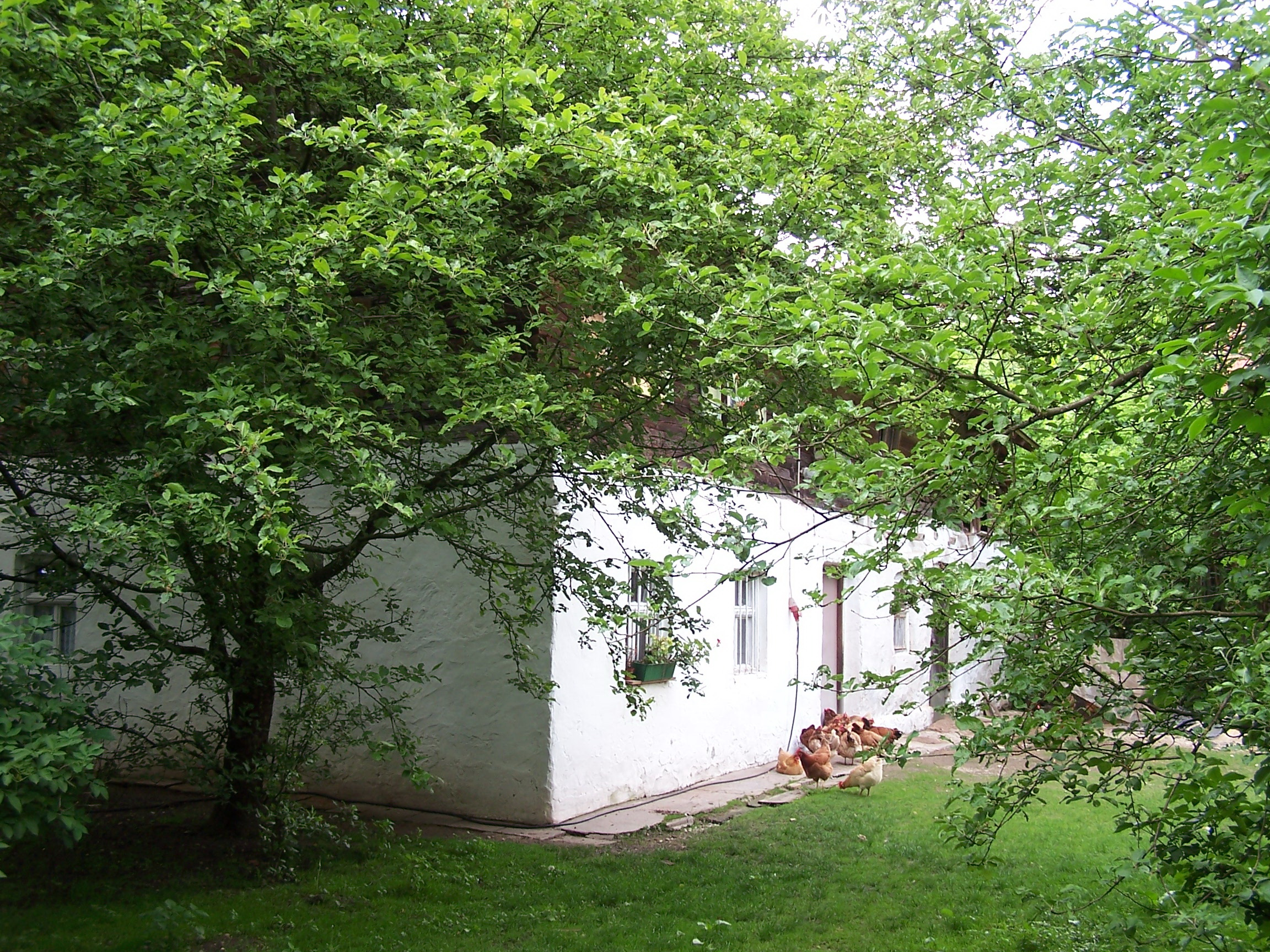
Denkmalgeschütztes Bauernhaus
(Ende 18. Jahrhundert)

### Weitere Bauwerke

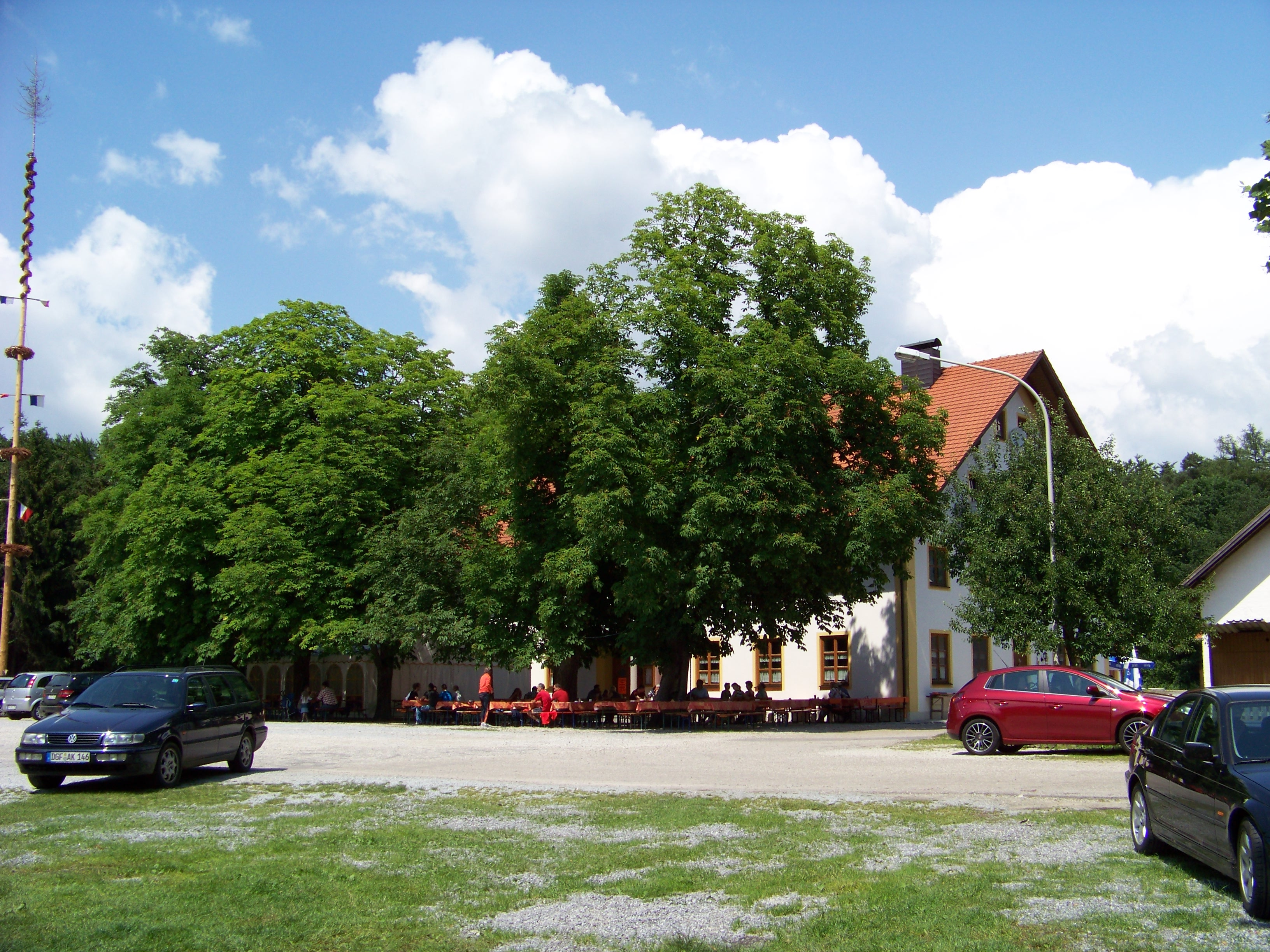
Gasthof Scheugenpflug
mit Biergarten

Neben der barocken Kirche ist auch ein Bauernhaus von Ende 18. Jahrhundert (ein Satteldachbau mit Blockbau-Obergeschoss) denkmalgeschützt.
Außerdem befindet sich in Dreifaltigkeitsberg der Landgasthof Scheugenpflug mit Biergarten und Fremdenzimmern. Zum jährlichen Patroziniumsfest der Wallfahrtskirche am Dreifaltigkeitssonntag findet ein Dultbetrieb statt.

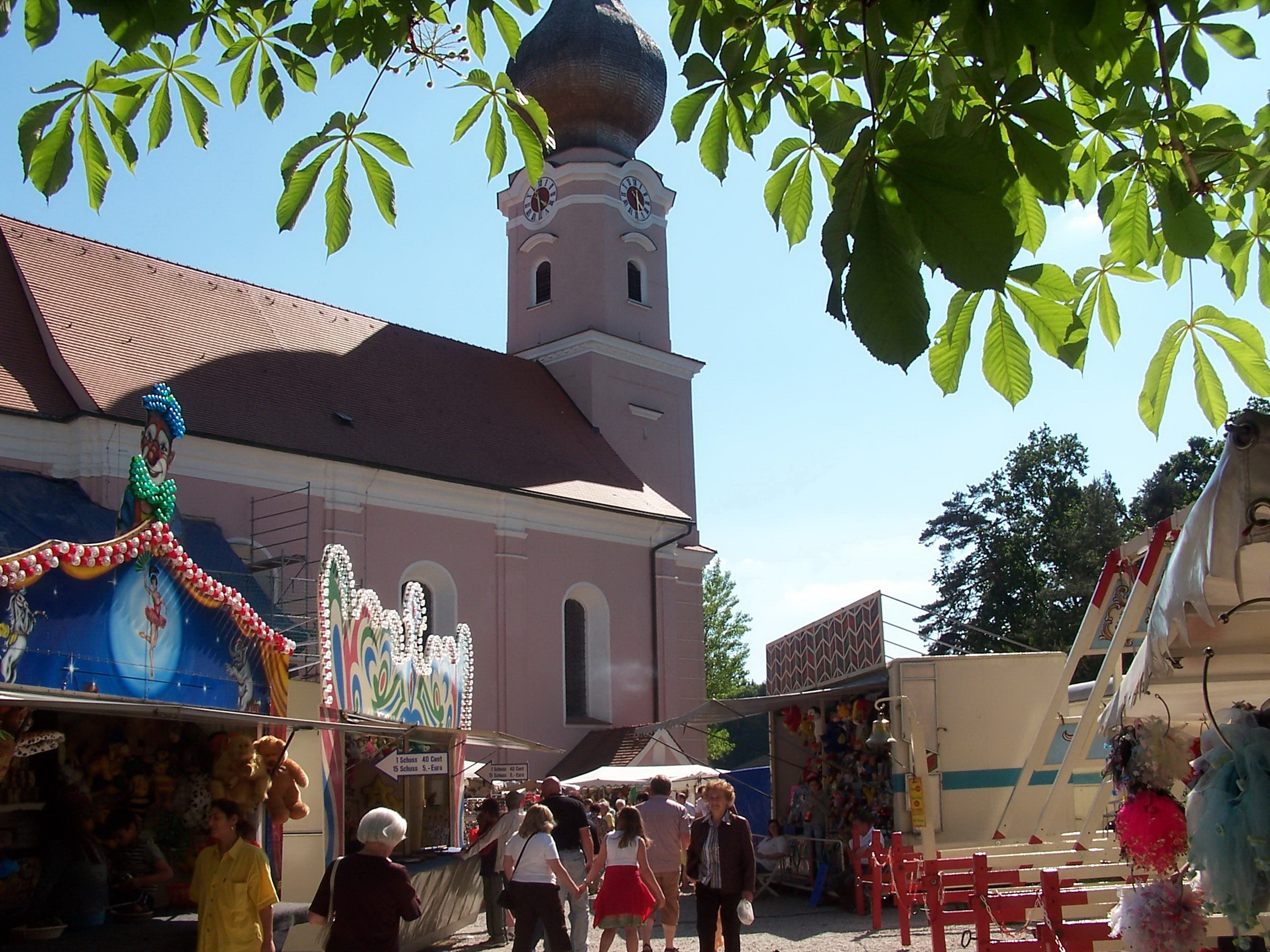
Dultbetrieb am Patroziniumsfest
am 11. Juni 2006